# Senad Brkić
Senad Brkić (Busovača, 3 settembre 1969) è un ex calciatore bosniaco, di ruolo attaccante.

## Carriera
Esordisce in Nazionale il 6 novembre 1996 contro l'Italia (2-1).